# イタロ・バルボ
イータロ・バルボ（Italo Balbo、1896年6月6日 - 1940年6月28日）は、イタリアの軍人、探検家、政治家。ファシスト政権で「黒シャツ隊」指導者・空軍大臣・空軍参謀総長・リビア総督・北アフリカ方面軍総司令官などを歴任し、独裁者ベニート・ムッソリーニの側近の一人と見なされていた。いわゆるファシスト四天王の筆頭格としてムッソリーニの政治的後継者に指名されていたが、対独関係で対立を深める中、リビア上空で不審な事故死を遂げた。
イタリア空軍の大西洋横断飛行の指揮をとったことで飛行家として、ハーモン・トロフィーを受賞した。

## 生涯

### 陸軍時代
1896年6月6日、フェラーラ地方のクアルテザーナ村で生まれる。若い時から熱心な民族主義者として活動し、14歳でリッチョッティ・ガリバルディ（英雄ジュゼッペ・ガリバルディの長男）の傭兵部隊に加わり、アルバニア紛争で初陣を踏んでいる。数年後に第一次世界大戦が勃発すると、バルボは当然ながら大戦への参加を主張する参戦派に属して幾つかの政治集会に参加している。そして実際にイタリア王国が参戦すると志願兵として王国軍に入隊、第8アルピーニ連隊の山岳兵となった。
山岳兵としてバルボは複数の勲章を授与される程の英雄的な活躍を見せ、終戦までに陸軍大尉にまで栄転を果たしている。

### 政治との関わり

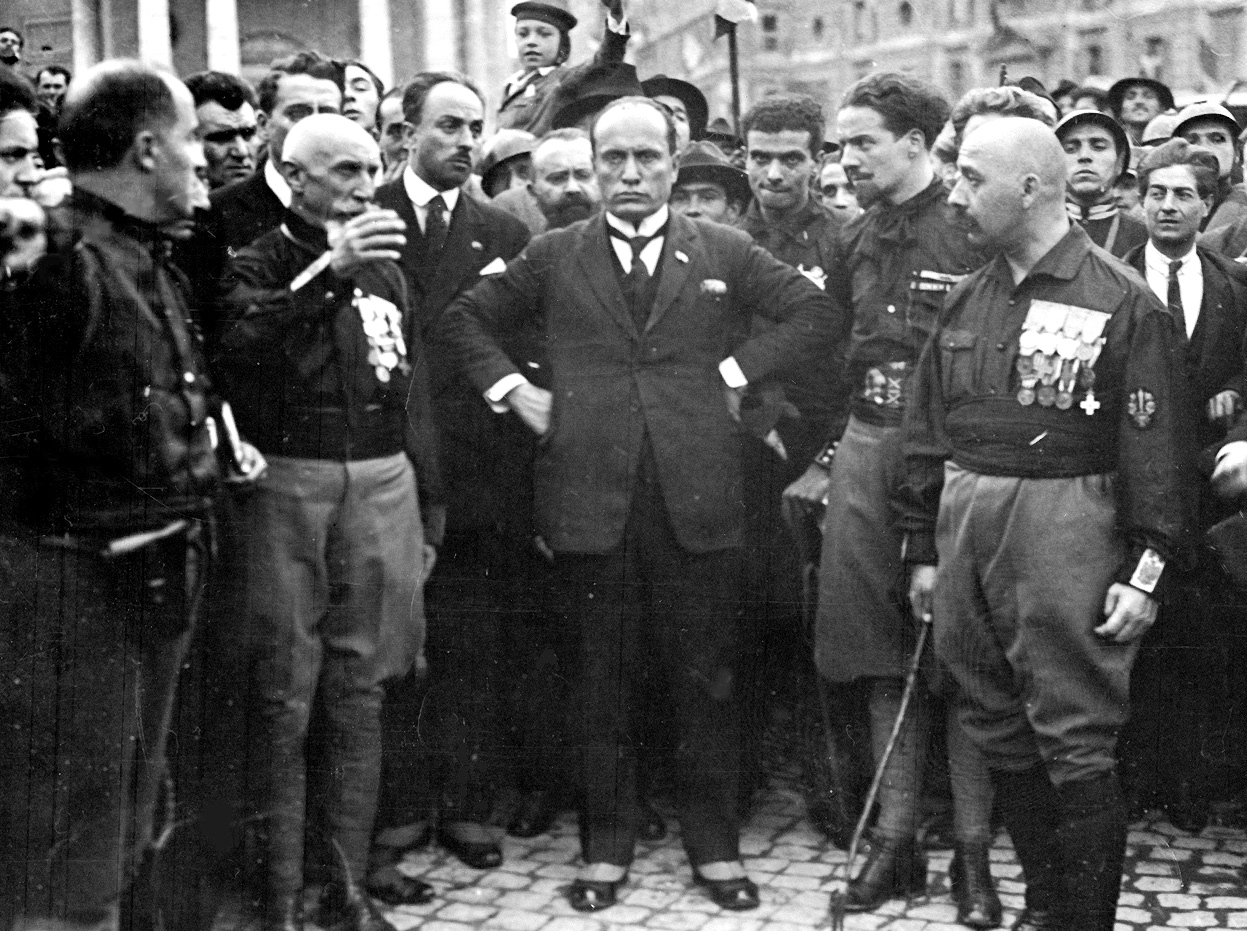
ローマ進軍。ムッソリーニ（中央）の右から2人目がバルボ

終戦後、バルボは軍を除隊してフィレンツェの法律学校で教育を受け、「ジュゼッペ・マッツィーニの経済と社会理論」という論文で法学の学位を取得、地元銀行に務めた。民族主義者としての傾向は保たれており、共和派のイタリア共和党に入党して反王党派運動に加わりつつも、国際主義を標榜する社会主義政党とも激しく対立していた。
1921年にイタリア共和党に限界を感じたバルボは同党を離れ、新たにベニート・ムッソリーニら退役兵が中心となって立ち上げた民族主義政党ファシスト党の結党に参加、自らも党フェラーラ支部の書記に就任した。バルボはフェラーラ支部の党員達を集めて私兵部隊を組織し、地元でストライキを行っていた社会主義グループと市街地で抗争を繰り広げた。バルボの私兵部隊は地元の地主や資産家からの後ろ盾を得て、最終的にエステンセ城を占拠するまでに成長した。
1922年10月28日のローマ進軍で王家の支持を得たムッソリーニがファシスト政権を樹立すると、バルボも党幹部として「ラス」と呼ばれる役職に指名された。これは内戦状態のエチオピア帝国で皇帝が地方の有力者に与えた称号に由来する物で、党の地方支部の指導者を意味する役職だった。バルボはラス層の中でも特に実力のある党員で、党書記長ミケーレ・ビアンキ、退役軍人層を纏める陸軍元帥エミーリオ・デ・ボーノ、国会議員であったチェーザレ・マリーア・デ・ヴェッキらと共にファシスト四天王（en:Quadrumvirs）と呼ばれた。因みにバルボはその四天王の中でも最も若年で、若くして党の中央にあった。
1923年、ファシスト党の独裁体制確立に向けた動きでも積極的に活動し、王国議会に代わって創立されたファシスト評議会の創立メンバーに名を連ねている。同年には反ファシスト派の粛清を推進して、反政府運動を指導していたジュゼッペ・ミウゾーニ司祭を暗殺した容疑で告発された。1924年、バルボは国民経済省の次官と兼任という形で各地の老年退役兵と元・黒シャツ隊員を中心に集めて組織された国防義勇軍という、一種の民兵部隊の総監に就任して軍務に復帰した。

### 空軍の父

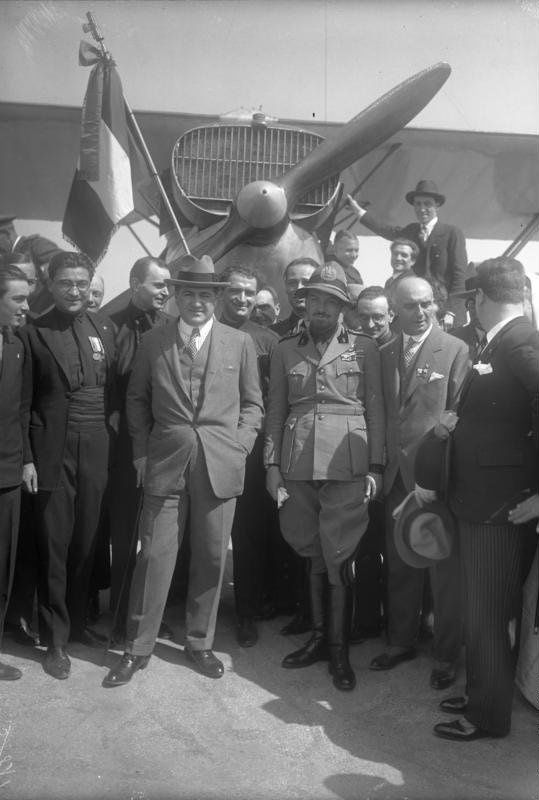
イタロ・バルボ（1930年、中央軍服の人物）

1926年11月6日、バルボはムッソリーニによって空軍大臣に指名された。
山岳部隊出身のバルボは空軍に関しては殆ど専門的な知識や経験を持たなかった。それでも彼は自らの庇護下に入った空軍が陸軍から完全に独立する為に様々な政治的努力を重ね、空軍の組織としての基盤を作った。1928年8月19日からは空軍大将の地位を得て、ムッソリーニから独立空軍の全権を実質的に委任された。バルボは空軍の責任者としてイタリア空軍の威信を高める為に国際活動への参加を推進し、スピードレースや南極探検などで空軍に世界的な名声を与えていった。彼は専門的な空軍司令官ではなかったものの、優れた飛行事業家（アビエイター）であった。
またバルボ自身も大臣でありながら自ら長距離飛行部隊の現場司令官という危険な任務に就き、見事大西洋無着陸横断飛行を達成して空軍の躍進に心身両面を捧げた。特に二度目の横断は世界的な注目を集め、着陸したシカゴではバルボ率いるイタリア空軍部隊はアメリカ住民から熱狂的な歓迎を受けた。バルボ通りと改名されたシカゴ第7通り（現在でもバルボの記念碑が残されている）で盛大なパレードが行われた後、アメリカ大統領ルーズベルトからバルボに空軍勲章が授与された。アメリカの白人層のみならずインディアン達からも尊敬を受け、スー族から「Chief Flying Eagle」という称号を進呈されている。
バルボとイタリア空軍の名声は頂点に達し、イタリア系アメリカ人はバルボを祖国の英雄として賞賛した。バルボもイタリア系アメリカ人協会を訪れ、「自分達の出自に誇りを持て」と激励した。バルボと空軍は既にアメリカ白人の主流層に合流しつつあったイタリア系アメリカ人に最後の後押しを与えたのである。帰国後、ムッソリーニはバルボを新たに創設した空軍元帥に叙任し、名実共に彼は空軍の権威となった。

### リビア総督時代

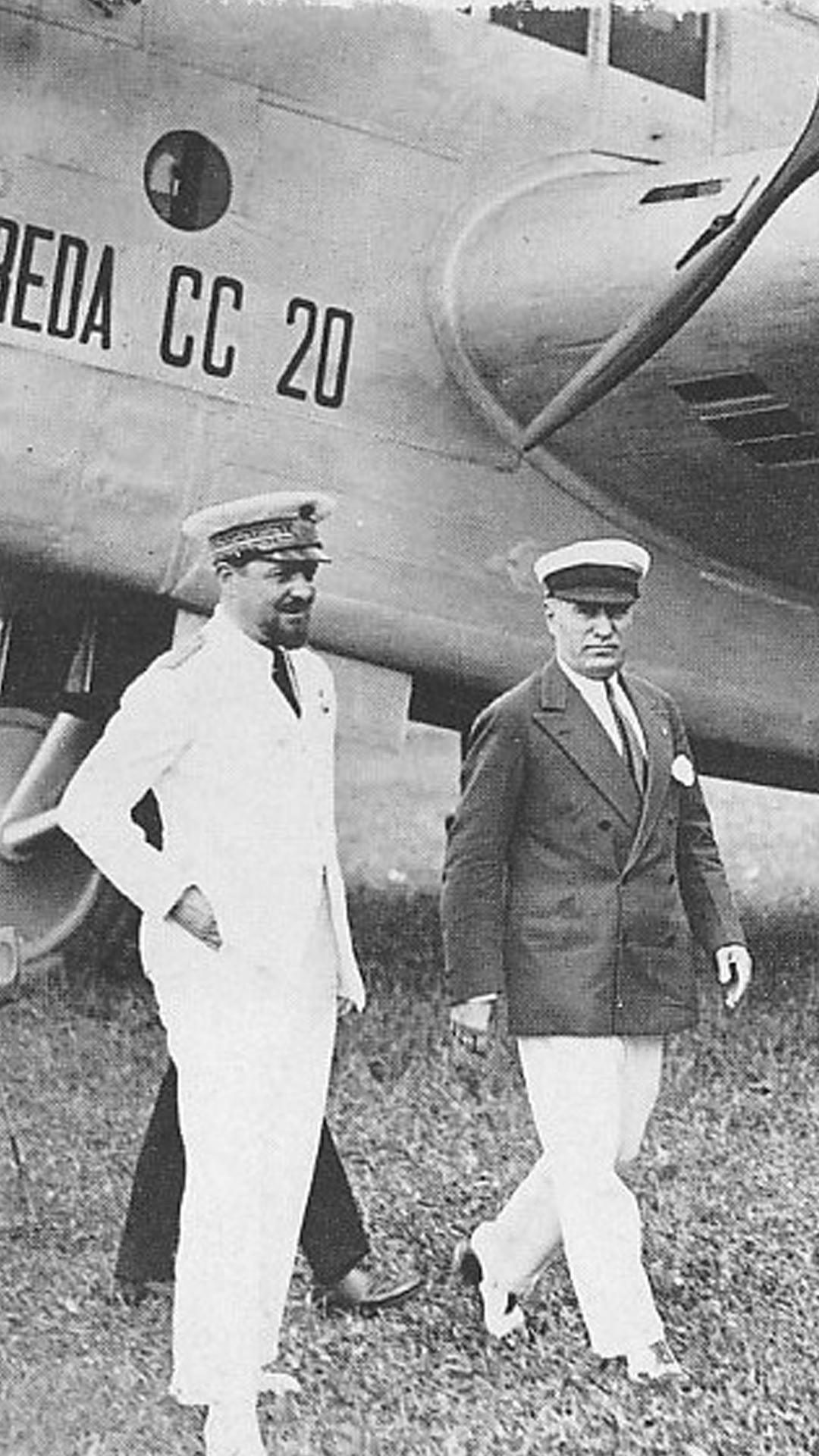
ムッソリーニ(右）と(1929年）

#### ムッソリーニとの対立

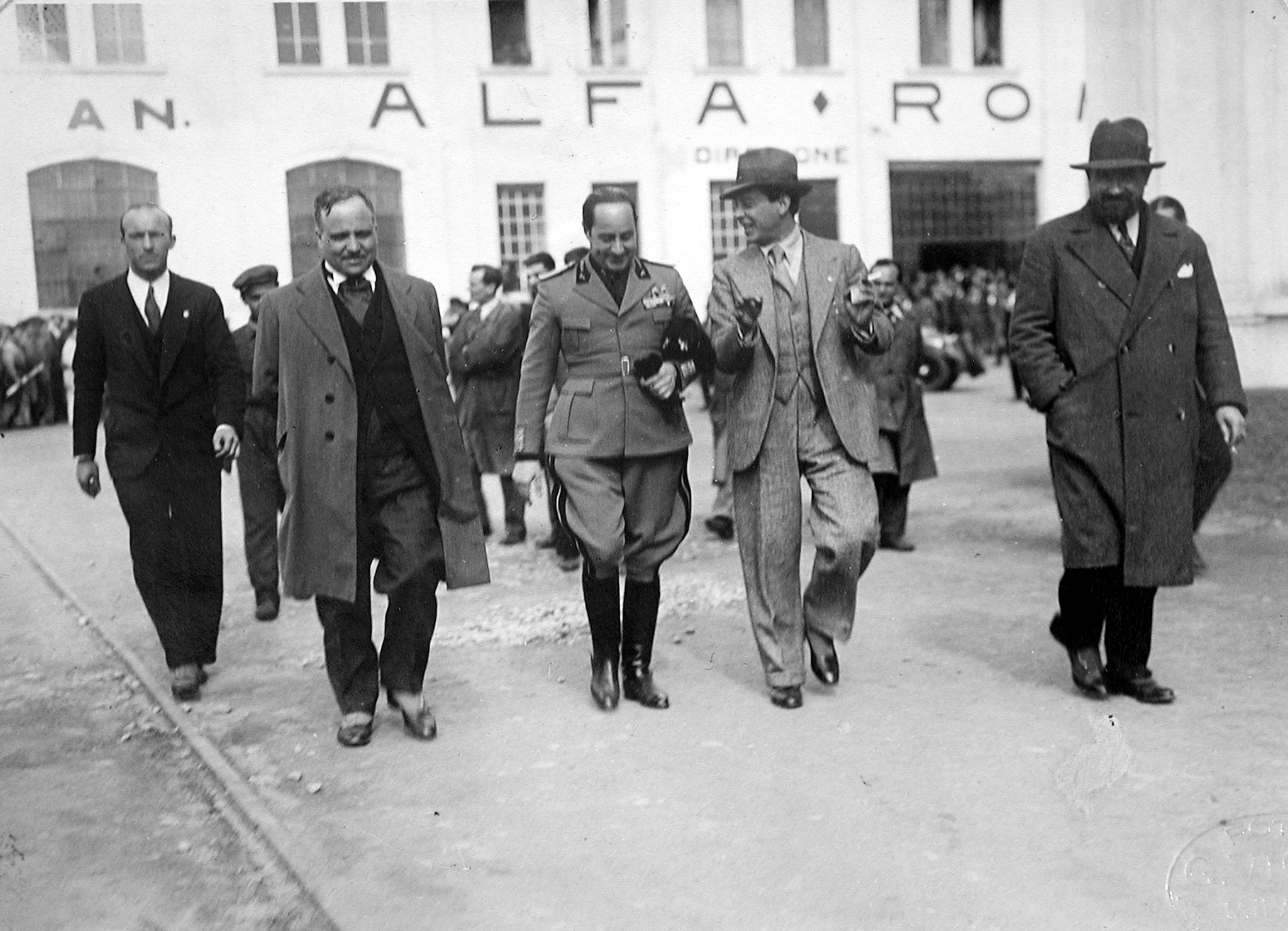
アルファ・ロメオ社を視察するバルボ（右端）

1933年11月7日、空軍大臣の任期を終えたバルボは北アフリカ軍総司令官に転任した。ムッソリーニはファシスト党の掲げる帝国主義の象徴であるアフリカの植民地の拡大を、優れた事業家として空軍の躍進を導いたバルボに託したのである。バルボの新たな使命は西のツッモからスーダン東部のチャド湖に至る不確定地域の確保で、そこで他の列強国の動きを退けてイタリアの権益を確立する事だった。バルボは着任して直ぐにチベスチ地方を訪問し、イギリスやフランスに比べて比較的有利な状態にあった同地の権益主張を開始した。チャド湖周辺の占領はリビアとカメルーン地方を接続する事に繋がりうる重要な計画だった。
1922年から、かつてドイツ領だったカメルーンはフランス領カメルーンと英領カメルーンという委任統治領になっていた。カメルーンの確保は大西洋に向いた良港の獲得を意味しており、ムッソリーニはイタリアのアフリカにおける植民地帝国の大きな一歩になると考えていた。カメルーン・スエズ・ジブラルタルを合わせて確保できれば、南地中海沿岸部に一大植民地を形成する事が可能だった。故にチャド湖の獲得はアフリカの権益拡大において最初に目指されたのである。1934年1月1日、トリポリタニア、フェザーンなど北アフリカの植民地を糾合して属州リビアが成立、バルボはリビア総督を兼任した。
一方でリビア総督への就任は、政治的後継者を通り越してライバルとなりつつあったバルボにムッソリーニが危機感を抱いて、本土から遠ざけたかった為であるとも噂された。これはバルボが個人主義的で、他の党幹部と協調しない傾向があった事も影響していた。バルボとムッソリーニの対立を前に、ヨーロッパに比べてムッソリーニよりバルボが有名だったアメリカのタイム誌はムッソリーニを「バルボの国の独裁者」と皮肉る記事を掲載している。

#### アビシニア危機
1935年にアビシニア問題が悪化すると、バルボは英軍の参戦を危惧してエジプトとスーダンを攻撃する為の戦力を準備した。ムッソリーニが明確にエチオピアを征服する意図を明らかにすると、イタリアとイギリスの関係は実際に緊張した状態に入っていた。アビシニア問題に絡んでイギリスの権益と軍隊に対する防衛策として、イギリスは地中海海軍とエジプト駐留軍の増強を始めた。更にスエズ運河が封鎖されればそもそもエチオピアに陸軍を送り込めなくなると考えたバルボはリビアの戦力増強に努めた。こうした動きの背景にはムッソリーニに対して圧力を掛ける狙いもあった。
3個師団と700機の航空機が援軍として到来すると、バルボは著名な地理学者ラシロ・アルマシー（en:Laszlo Almasy）からエジプトとスーダンに進むことの実現可能性に関して調査を依頼したと言われる。1935年9月1日時点で地理的状況を把握した上で適切な軍配置を終了したバルボは、イギリス軍に対する奇襲攻撃を計画した。この時、イギリス情報部は怠慢から全くバルボの動きを把握せず、前線部隊に展開した英軍部隊は油断しきった状態にあった。しかしイギリスとの戦争を無謀と判断したムッソリーニは、ロンドンにバルボの部隊配置を教える事でバルボの行動を中止に追い込んだ。
その後、イタリア政府とイギリス政府の話し合いの結果として両国間でイタロ・アングロ協定（英伊協定）が締結され、一先ずアビシニア危機は遠ざかる事になった。

#### リビア統治
この時代、リビア方面軍のイタリア空軍機はエジプトやスーダン上空を飛行する事があった。イタリア人のパイロット達は飛行ルートや離着陸地点について熟知していた。1938年から1939年までバルボ自身もイタリア領東アフリカからリビアへの飛行を行っている。彼らはしばしば英領東アフリカとイタリア領東アフリカの国境近くの飛行ルートを飛ぶ事もあったという。ドイツ空軍のエルンスト・ウーデットもバルボによる航空部隊の訓練に参加した事もあり、各国空軍との共同訓練も推進して空軍部隊の強化に勤しんだ。
内政面ではインフラの整備を進めて移民を呼び込む為の環境作りを進めたり、イスラム系住民へのファシズムの浸透を図ってのプロパガンダを行った。しかし人種主義的な政治政策には徹底して反対し、本国で可決されたユダヤ人を迫害する人種法に唯一公的な反対を行ったファシスト党の幹部でもあった。

### 第二次世界大戦
1939年にポーランド侵攻が開始されるとはっきりとバルボはナチズムへの嫌悪を示して、イギリスやフランスの宣戦行為を正当なものだとした上で、国際社会は一致してポーランドを救うべきだと発言した。彼は連合国からはファシスト党で最も高貴な人物だと賞賛された。ローマに一旦帰国したバルボはドイツへの追従を深めるムッソリーニを辛辣に批判して、かつてのムッソリーニがそうした様にイギリス・フランスとの同盟を主張した。ガレアッツォ・チアーノ外務大臣などの賛同者もいたものの、バルボの意見は少数派に過ぎなかった。ムッソリーニがドイツと鋼鉄条約を結んで資源の提供を開始した時、バルボは「彼らは進んでドイツ人の靴磨きになった」と述べている。
第二次世界大戦勃発時点でバルボはリビア総軍の司令官として、エジプト遠征の再開を命令された。バルボは状況の様々な変化を指摘して、合理的にエジプト遠征が今や勝機がほとんどない事とムッソリーニに通告したが、作戦は決定された。フランスが降伏するとフランス国境地帯の部隊が援軍として加わり、1940年の7月に侵攻が開始される予定になっていた。

### 謎の死

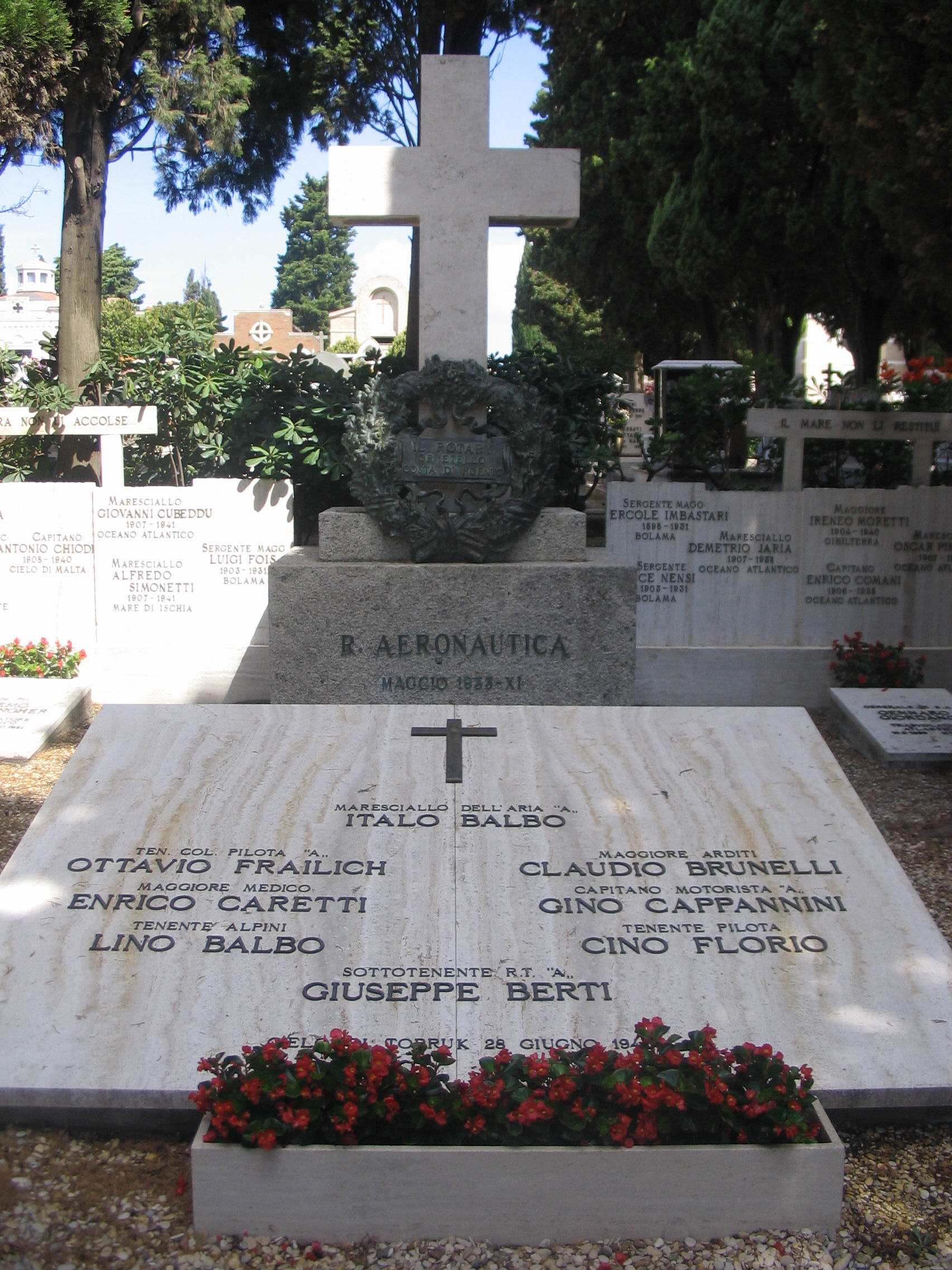
オルベテッロにあるバルボの墓

1940年6月28日、イギリス軍による空襲の数分後にリビアのトブルクの飛行場に着陸しようとしたバルボの乗るサヴォイア・マルケッティ SM.79に対し、イタリアの装甲巡洋艦サン・ジョルジョが対空攻撃を始め、続いて飛行場からも対空砲火があがった。そしてSM.79は撃墜され、バルボは死亡した。政府は同士討ちによる事故であると発表した。だが、バルボの家族などはムッソリーニの命令による暗殺であると強く信じた。バルボの遺体は1940年7月4日にトリポリの外で火葬された。
ムッソリーニが次にトブルクを訪れた時、バルボの死んだ場所に行くのを拒否したことで暗殺説がより信じられるようになった。1997年のインタビューで、バルボの乗機を撃墜した人物は、イギリス軍のブリストル ブレニムによる攻撃後にバルボの乗機が太陽を背にして低空で進入してきたため敵機であると判断されただけだ、と述べた。しかし、議論はまだ続いている。
ムッソリーニが仮に暗殺を命令したとして、その理由については諸説が入り乱れている。その中でも会戦直前にフランス軍のモロッコ司令官と会談したバルボが、そこで自身が「ドイツと同盟する事に反対している」と述べた上で、「ドイツ軍は新しい戦術で貴軍を短期間で降伏に追いやるだろう」と暗に助言したとの記録が残っており、この会談を敵への密通と判断したムッソリーニが暗殺を決断したとする説が有力視されている。